# Paolo Gallo
Paolo Gallo (Torino, 20 luglio 1962) è un giurista italiano.

## Biografia
Paolo Gallo si è laureato in Giurisprudenza a Torino.
Successivamente è stato ricercatore a Trento, professore associato alla Bocconi di Milano, professore straordinario a Parma e, dal 1997, ordinario nella Facoltà di Giurisprudenza di Torino, dove insegna diritto civile.
Ha partecipato ad un progetto internazionale di ricerca sull'arricchimento senza causa ed ha trascorso in qualità di visiting scholar circa un anno a Berkeley in California, inoltre ha svolto ricerche in diritto civile con particolare riferimento al contratto, all'arricchimento senza causa ed alla responsabilità civile.
Paolo Gallo è fondatore e condirettore di Archivio di diritto civile; fa inoltre parte del comitato di revisione di Giurisprudenza italiana, Jus civile, Responsabilità civile e previdenza.

## Opere
Paolo Gallo è autore di oltre trecento pubblicazioni in lingua italiana, inglese e spagnola, tra le quali si ricordano in particolare:
- L'elemento oggettivo del tort of negligence, Giuffré, Milano 1988;
- L'arricchimento senza causa, Cedam, Padova 1990;
- Unjust Enrichment, A Comparative Analysis, in The American Journal of Comparative Law, 1992, 431-465;
- Sopravvenienza contrattuale e problemi di gestione del contratto, Giuffré, Milano 1992;
- Pene private e responsabilità civile, Giuffrè, Milano 1996;
- Introduzione al diritto comparato, I, Grandi sistemi giuridici, 2ª ed., Giappichelli, Torino 2001;
- Introduzione al diritto comparato, II, Istituti giuridici, 3ª ed., Giappichelli, Torino 2018;
- Introduzione al diritto comparato, III, Analisi economica del diritto, 2ª ed., Giappichelli, Torino 2017;
- Arricchimento senza causa e quasi contratti, I rimedi restitutori, in Tratt. dir. civ., dir. da Sacco, 2ª ed., Utet, Torino 2008;
- I rimedi restitutori in diritto comparato, in Tratt. dir. comp., dir. da Sacco, Utet, Torino 2010;
- Contratto e buona fede, 2ª ed., Utet, Torino 2014;
- Derecho privado, Ara editores, Lima Perù 2018;
- Della prescrizione e della decadenza, in Comm. cod. civ., dir. da E. Gabrielli, Utet, Torino 2016, artt. 2907-2969, pp. 503–888;
- Trattato di diritto civile, I, Le fonti, i soggetti, Giappichelli, Torino 2020;
- Trattato di diritto civile, II, La famiglia, le successioni, Giappichelli, Torino 2020;
- Trattato di diritto civile, III, La proprietà, i diritti reali limitati, il possesso, Giappichelli, Torino 2019;
- Trattato di diritto civile, IV, L'obbligazione, Giappichelli, Torino 2019;
- Trattato di diritto civile, V, Il contratto, 2ª ed., Giappichelli, Torino 2022;
- Trattato di diritto civile, VI, I contratti, le promesse unilaterali, l'apparenza, Giappichelli, Torino 2017;
- Trattato di diritto civile, VII, L'arricchimento senza causa, la responsabilità civile,  Giappichelli, Torino 2018;
- Trattato di diritto civile, VIII, L’impresa e le società, la tutela dei diritti, la prescrizione, Giappichelli, Torino 2018;
- La memoria del diritto, Giuristi e Scuole a cavallo tra ottocento e novecento, Giuffrè, Milano 2020;
- Istituzioni di diritto privato, Giappichelli, Torino 2021.
- Il contratto in generale, 3 voll., Pacini, Pisa 2024;
- L'arricchimento senza causa, in Comm. cod. civ., diretto da Busnelli e Ponzanelli, 2ª ed., Giuffré, Milano 2024;
- Le restituzioni contrattuali, Giappichelli, Torino 2024.